# Melanchra accipitrina
Melanchra accipitrina är en fjärilsart som beskrevs av Eugen Johann Christoph Esper 1788. Melanchra accipitrina ingår i släktet Melanchra och familjen nattflyn. Inga underarter finns listade i Catalogue of Life.